# توم ماكارثر
توماس تشارلز ماك آرثر (من مواليد 16 أكتوبر 1960) هو سياسي تنفيذي وسياسي أميركي سابق. شغل منصب نائب الأمريكي للدائرة الثلاثة في نيوجيرسي من 2015 إلى 2019. خدم ماك آرثر، وهو جمهوري، في مجلس مدينة راندولف، نيو جيرسي، من عام 2011 حتى عام 2013، وعمدة لها في عام 2013. انتخب في مجلس النواب الأمريكي عام 2014.